# NGC 2835
NGC 2835 este o emission-line galaxy⁠(d) situată în constelația Hidra. A fost descoperită în 13 aprilie 1884 de către Edward Emerson Barnard. Se află la o distanță de 8,75 megaparseci de Pământ.